# فرانک آدامز
فرانک آدامز (انگلیسی: Frank Adams؛ ۵ نوامبر ۱۹۳۰ – ۷ ژانویهٔ ۱۹۸۹) یک دانشمند در زمینه ریاضیات و توپولوژی اهل انگلستان بود.